# Ty Montgomery
Ty Montgomery (Dallas, 10 dicembre 1992) è un giocatore di football americano statunitense che milita nei ruoli di wide receiver e running back per i New England Patriots della National Football League (NFL).

## Carriera

### Green Bay Packers
Dopo avere giocato al college a football a Stanford dove fu premiato come All-American nel 2013 come kick returner, Montgomery fu scelto nel corso del terzo giro (94º assoluto) del Draft NFL 2015 dai Green Bay Packers. Debuttò come professionista subentrando nella gara del primo turno contro i Chicago Bears. Il primo touchdown lo ricevette su un passaggio da 8 yard di Aaron Rodgers nella gara del Monday Night Football del terzo turno vinto contro i Kansas City Chiefs. La sua stagione da rookie si concluse con 15 ricezioni per 136 yard e 2 touchdown in sei presenze, tre delle quali come titolare.
A partire dalla settimana 6 della stagione 2016, Montgomery iniziò ad essere utilizzato nel ruolo di running back dopo gli infortuni di Eddie Lacy e James Starks. Nella settimana 15 contro i Chicago Bears esplose correndo 162 yard su 16 tentativi con 2 touchdown nella vittoria per 30-27. Continuò a partire come running back titolare della squadra anche nei playoff, segnando due touchdown nella gara del secondo turno quando i Packers eliminarono in trasferta i Dallas Cowboys numeri uno del tabellone della NFC.

### Baltimore Ravens
Il 30 ottobre 2018, Montgomery fu scambiato con i Baltimore Ravens per una scelta del settimo giro del Draft NFL 2020.

### New York Jets
Nel 2019 Montgomery firmò con i New York Jets.

### New Orleans Saints
Il 15 maggio 2020 Montgomery firmò con i New Orleans Saints. Nel marzo del 2021 firmò un nuovo contratto annuale che incluse un bonus alla firma di 137.000 dollari.

### New England Patriots
Il 17 marzo 2022 Montgomery firmò un contratto biennale con i New England Patriots.